# Холокост в Берестовицком районе
Холокост в Берестови́цком районе — систематическое преследование и уничтожение евреев на территории Берестовицкого района Гродненской области оккупационными властями нацистской Германии и коллаборационистами в 1941—1944 годах во время Второй мировой войны, в рамках политики «Окончательного решения еврейского вопроса» — составная часть Холокоста в Белоруссии и Катастрофы европейского еврейства.

## Геноцид евреев в районе
Берестовицкий район был полностью оккупирован немецкими войсками в июле 1941 года, и оккупация продлилась более трёх лет — до июля 1944 года. Нацисты включили Берестовицкий район в состав территории, административно отнесённой в состав округа Белосток провинции Восточная Пруссия.
Вся полнота власти в районе принадлежала зондерфюреру — немецкому шефу района, который подчинялся руководителю округи — гебитскомиссару. Во всех крупных деревнях района были созданы районные (волостные) управы и полицейские гарнизоны из белорусских и польских коллаборационистов. Во всех населенных пунктах района были назначены старосты (солтысы).
Для осуществления политики геноцида и проведения карательных операций сразу вслед за войсками в район прибыли карательные подразделения войск СС, айнзатцгруппы, зондеркоманды, тайная полевая полиция (ГФП), полиция безопасности и СД, жандармерия и гестапо.
Одновременно с оккупацией нацисты и их приспешники начали поголовное уничтожение евреев. «Акции» (таким эвфемизмом гитлеровцы называли организованные ими массовые убийства) повторялись множество раз во многих местах. В тех населенных пунктах, где евреев убили не сразу, их содержали в условиях гетто вплоть до полного уничтожения, используя на тяжелых и грязных принудительных работах, от чего многие узники умерли от непосильных нагрузок в условиях постоянного голода и отсутствия медицинской помощи.
За время оккупации практически все евреи Берестовицкого района были убиты, а немногие спасшиеся в большинстве воевали впоследствии в партизанских отрядах.

## Гетто
Оккупационные власти под страхом смерти запретили евреям снимать желтые латы или шестиконечные звезды (опознавательные знаки на верхней одежде), выходить из гетто без специального разрешения, менять место проживания и квартиру внутри гетто, ходить по тротуарам, пользоваться общественным транспортом, находиться на территории парков и общественных мест, посещать школы.
Немцы, реализуя нацистскую программу уничтожения евреев, создали на территории района 1 гетто — в посёлке Большая Берестовица.

### Гетто в Большой Берестовице
В Большой Берестовице в предвоенные годы проживало 720 евреев. Местечко было оккупировано немецкими войсками с июня 1941 года до 16 (17) июля 1944 года.
Гетто было организовано сразу после оккупации. Евреев поселка и близлежащих деревень согнали в квартал, границами которого были нынешние улицы Советская, Ленина, Октябрьская и Рабочая. До оккупации большинство евреев Берестовицы проживало именно там, и там же находилась синагога.
Территория гетто была огорожена забором из колючей проволоки. Евреям было запрещено появляться без нашивок на верхней одежде в виде желтых шестиконечных звезд. Узников под охраной выводили на принудительные работы.
Судьба евреев Большой Берестовицы до сих пор точно неизвестна. Небольшими группами евреев из гетто с самого начала увозили и убивали в Крынках, Гродно и Свислочи. Весной (по другим свидетельствам, осенью) 1942 года всех евреев вывезли в Крынки и убили. По другой версии, евреев вывезли и расстреляли на станции Малпены (Малкеня) в Польше (а тела убитых сожгли). Также имеются показания, что в гетто местечка Крынки увезли только пожилых евреев, которых затем отправили в неизвестном направлении, а оставшихся евреев частью использовали на тяжелых физических работах в самих Больших Берестовицах, а частью вывезли в Волковыск. Задокументированы свидетельства о крупной акции против евреев в Больших Берестовицах весной 1942 года и также о массовом убийстве евреев зимой 1942 года (411 человек).
В 150 метрах на запад от деревни Малая Берестовица на кладбище с 1965 года стоит обелиск на братской могиле 15 расстрелянных евреев.

## Случаи спасения и «Праведники народов мира»
В Берестовицком районе 5 человек были удостоены почетного звания «Праведник народов мира» от израильского Мемориального комплекса Катастрофы и героизма еврейского народа «Яд Вашем» «в знак глубочайшей признательности за помощь, оказанную еврейскому народу в годы Второй мировой войны».
- Доха Антон и его жена Янина — за спасение семьи Блюмштейн, Бройде Франи и Гилеля, Выстанец Розы и Михаила, Библович Гелены, Гальперн Фани в деревнях Станевичи и Бориски[18];
- Станевская Анелия и Заневская Елена — за спасение семьи Блюмштейн, Бройде Франи и Гилеля, Выстанец Розы и Михаила в деревне Станевичи[19];
- Щелковская-Римская Стефания — за спасение Библович Гелены и Гальперн Фани в деревне Бориски[20][21];

## Организаторы и исполнители убийств
По данным расследования комиссии содействия ЧГК СССР по Берестовицкому району было установлено (акт от 30 октября 1944 года), что главными виновными в убийствах евреев района были: комендант Голынковского гарнизона Кнобиль и его помощники Гавар, Шмидт, Герман, а также полицейские Семеняко и Гедич. По гарнизону Большая Берестовица — амсткомиссар Линдерман, земельный комиссар Нискель и комендант жандармерии Кригер.

## Память
В целом по Берестовицкому району по данным комиссии ЧГК из 634 убитых евреи составили 411 человек (87 еврейских семей), что явно меньше реального числа убитых в районе евреев.
Имеются неполные списки жертв геноцида евреев в Берестовицком районе.
Памятник убитым евреям в районе есть только у деревни Малая Берестовица